# 神奈川県サッカー協会
一般社団法人神奈川県サッカー協会（かながわけんサッカーきょうかい、英: Football Association Kanagawa JAPAN、略称：FAKJ）は、神奈川県の一般社団法人で、神奈川県内で開催されるサッカー大会などを開催する機関。

## 役員
- 2023年7月14日[1]
- 会長: 関佳史
- 副会長: 石井秀明、河野雅道、西塚祐一、森正明
- 専務理事: 河野雅道
- 常務理事: 小野寺志保、白土勉、中島正人、西川稔司